# لاریسا پله شنکو
لاریسا پله شنکو (روسی: Лариса Александровна Пелешенко؛ زادهٔ ۲۹ فوریهٔ ۱۹۶۴) ورزشکار دو و میدانی اهل روسیه است.
وی همچنین برندهٔ جوایزی همچون نشان دوستی شده‌است.